# Liste der Baudenkmale in Wolfenbüttel-Wendessen
In der Liste der Baudenkmale in Wolfenbüttel-Wendessen sind alle Baudenkmale des Ortsteils Wendessen der niedersächsischen Stadt Wolfenbüttel aufgelistet. Der Stand der Liste ist der 14. Juli 2022. Die Quelle der Baudenkmale ist der Denkmalatlas Niedersachsen.

## Allgemein
In den Spalten befinden sich folgende Informationen:
- Lage: die Adresse des Baudenkmales und die geographischen Koordinaten. Kartenansicht, um Koordinaten zu setzen. In der Kartenansicht sind Baudenkmale ohne Koordinaten mit einem roten Marker dargestellt und können in der Karte gesetzt werden. Baudenkmale ohne Bild sind mit einem blauen Marker gekennzeichnet, Baudenkmale mit Bild mit einem grünen Marker.
- Bezeichnung: Bezeichnung des Baudenkmales
- Beschreibung: die Beschreibung des Baudenkmales. Unter § 3 Abs. 2 NDSchG werden Einzeldenkmale und unter § 3 Abs. 3 NDSchG Gruppen baulicher Anlagen und deren Bestandteile ausgewiesen.
- ID: die Objekt-ID des Baudenkmales
- Bild: ein Bild des Baudenkmales, ggf. zusätzlich mit einem Link zu weiteren Fotos des Baudenkmals im Medienarchiv Wikimedia Commons. Wenn man auf das Kamerasymbol klickt, können Fotos zu Baudenkmalen aus dieser Liste hochgeladen werden:

## Wendessen

### Gruppe: Gut Wendessen
Baudenkmal (Gruppe):

| Lage                                | Bezeichnung   | Beschreibung | ID       | Bild |
| ----------------------------------- | ------------- | ------------ | -------- | ---- |
| Am Gute 52° 9′ 16″ N, 10° 35′ 37″ O | Gut Wendessen |              | 33862702 |      |

Baudenkmale (Einzeln):

| Lage                                  | Bezeichnung       | Beschreibung | ID       | Bild |
| ------------------------------------- | ----------------- | ------------ | -------- | ---- |
| Am Gute 2 52° 9′ 17″ N, 10° 35′ 36″ O | Gewölbekeller     |              | 33903828 | BW   |
| Am Gute 1 52° 9′ 18″ N, 10° 35′ 39″ O | Orangerie         |              | 33903740 | BW   |
| Am Gute 1 52° 9′ 18″ N, 10° 35′ 37″ O | Einfriedungsmauer |              | 33903762 | BW   |
| Am Gute 1 52° 9′ 15″ N, 10° 35′ 39″ O | Park              |              | 33903717 | BW   |

### Gruppe: Kirchhof Wendessen
Baudenkmal (Gruppe):

| Lage                        | Bezeichnung        | Beschreibung | ID       | Bild |
| --------------------------- | ------------------ | ------------ | -------- | ---- |
| 52° 9′ 18″ N, 10° 35′ 32″ O | Kirchhof Wendessen |              | 33862592 | BW   |

Baudenkmale (Einzeln):

| Lage                                     | Bezeichnung | Beschreibung               | ID       | Bild |
| ---------------------------------------- | ----------- | -------------------------- | -------- | ---- |
| Kirchring 52° 9′ 18″ N, 10° 35′ 31″ O    | Kirche      | Kirche St. Georg Wendessen | 33903611 |      |
| Kirchring 11 52° 9′ 17″ N, 10° 35′ 31″ O | Kirchhof    |                            | 33903267 | BW   |

### Gruppe: Kirchring 9
Baudenkmal (Gruppe):

| Lage                                    | Bezeichnung | Beschreibung | ID       | Bild |
| --------------------------------------- | ----------- | ------------ | -------- | ---- |
| Kirchring 9 52° 9′ 19″ N, 10° 35′ 31″ O | Kirchring 9 |              | 33862576 | BW   |

Baudenkmale (Einzeln):

| Lage                                    | Bezeichnung     | Beschreibung | ID       | Bild |
| --------------------------------------- | --------------- | ------------ | -------- | ---- |
| Kirchring 9 52° 9′ 19″ N, 10° 35′ 30″ O | Scheune         |              | 47643229 | BW   |
| Kirchring 9 52° 9′ 19″ N, 10° 35′ 31″ O | Wohnhaus        |              | 33903851 | BW   |
| Kirchring 9 52° 9′ 19″ N, 10° 35′ 31″ O | Stall           |              | 33903937 | BW   |
| Kirchring 9 52° 9′ 19″ N, 10° 35′ 30″ O | Scheune/Stall   |              | 35895613 | BW   |
| Kirchring 7 52° 9′ 20″ N, 10° 35′ 26″ O | Umfassungsmauer |              | 33903311 | BW   |

### Gruppe: Kirchring 3
Baudenkmal (Gruppe):

| Lage                                    | Bezeichnung | Beschreibung | ID       | Bild |
| --------------------------------------- | ----------- | ------------ | -------- | ---- |
| Kirchring 3 52° 9′ 20″ N, 10° 35′ 25″ O | Kirchring 3 |              | 33862609 | BW   |

Baudenkmale (Einzeln):

| Lage                                    | Bezeichnung  | Beschreibung | ID       | Bild |
| --------------------------------------- | ------------ | ------------ | -------- | ---- |
| Kirchring 3 52° 9′ 19″ N, 10° 35′ 25″ O | Schulgebäude |              | 33903590 | BW   |

### Gruppe: Dorfstraße 4
Baudenkmal (Gruppe):

| Lage                                     | Bezeichnung  | Beschreibung | ID       | Bild |
| ---------------------------------------- | ------------ | ------------ | -------- | ---- |
| Dorfstraße 4 52° 9′ 14″ N, 10° 35′ 21″ O | Dorfstraße 4 |              | 33862658 | BW   |

Baudenkmale (Einzeln):

| Lage                                     | Bezeichnung | Beschreibung | ID       | Bild |
| ---------------------------------------- | ----------- | ------------ | -------- | ---- |
| Dorfstraße 4 52° 9′ 14″ N, 10° 35′ 21″ O | Wohnhaus    |              | 33903872 | BW   |
| Dorfstraße 4 52° 9′ 14″ N, 10° 35′ 20″ O | Stall       |              | 33904130 | BW   |
| Dorfstraße 4 52° 9′ 15″ N, 10° 35′ 20″ O | Scheune     |              | 33904044 | BW   |
| Dorfstraße 4 52° 9′ 15″ N, 10° 35′ 22″ O | Stall       |              | 33903958 | BW   |

### Gruppe: Dorfstraße 3
Baudenkmal (Gruppe):

| Lage                                     | Bezeichnung  | Beschreibung | ID       | Bild |
| ---------------------------------------- | ------------ | ------------ | -------- | ---- |
| Dorfstraße 3 52° 9′ 15″ N, 10° 35′ 20″ O | Dorfstraße 3 |              | 33862642 | BW   |

Baudenkmale (Einzeln):

| Lage                                     | Bezeichnung | Beschreibung | ID       | Bild |
| ---------------------------------------- | ----------- | ------------ | -------- | ---- |
| Dorfstraße 3 52° 9′ 16″ N, 10° 35′ 19″ O | Wohnhaus    |              | 33903807 | BW   |
| Dorfstraße 3 52° 9′ 16″ N, 10° 35′ 20″ O | Stall       |              | 33903893 | BW   |
| Dorfstraße 3 52° 9′ 15″ N, 10° 35′ 19″ O | Scheune     |              | 33903979 | BW   |

### Gruppe: Leipziger Allee 26
Baudenkmal (Gruppe):

| Lage                                          | Bezeichnung        | Beschreibung | ID       | Bild |
| --------------------------------------------- | ------------------ | ------------ | -------- | ---- |
| Leipziger Allee 26 52° 9′ 5″ N, 10° 35′ 29″ O | Leipziger Allee 26 |              | 33862544 | BW   |

Baudenkmale (Einzeln):

| Lage                                          | Bezeichnung | Beschreibung                   | ID       | Bild |
| --------------------------------------------- | ----------- | ------------------------------ | -------- | ---- |
| Leipziger Allee 26 52° 9′ 5″ N, 10° 35′ 28″ O | Wohnhaus    | Gaststätte „Zur Fischerbrücke“ | 33903695 | BW   |

### Gruppe: Dorfstraße 11, 13
Baudenkmal (Gruppe):

| Lage                                          | Bezeichnung       | Beschreibung | ID       | Bild |
| --------------------------------------------- | ----------------- | ------------ | -------- | ---- |
| Dorfstraße 11, 13 52° 9′ 18″ N, 10° 35′ 22″ O | Dorfstraße 11, 13 |              | 33862626 | BW   |

Baudenkmale (Einzeln):

| Lage                                      | Bezeichnung | Beschreibung | ID       | Bild |
| ----------------------------------------- | ----------- | ------------ | -------- | ---- |
| Dorfstraße 11 52° 9′ 18″ N, 10° 35′ 23″ O | Wohnhaus    |              | 33903548 | BW   |
| Dorfstraße 13 52° 9′ 18″ N, 10° 35′ 22″ O | Wohnhaus    |              | 33903569 | BW   |

### Gruppe: Rote Schanze
Baudenkmal (Gruppe):

| Lage                       | Bezeichnung  | Beschreibung | ID       | Bild |
| -------------------------- | ------------ | ------------ | -------- | ---- |
| 52° 9′ 28″ N, 10° 34′ 5″ O | Rote Schanze |              | 33863787 | BW   |

Baudenkmale (Einzeln):

| Lage                       | Bezeichnung | Beschreibung                                                                | ID       | Bild |
| -------------------------- | ----------- | --------------------------------------------------------------------------- | -------- | ---- |
| 52° 9′ 27″ N, 10° 34′ 8″ O | Befestigung | Ein Teil der Befestigungsanlage liegt in der Gemarkung Wolfenbüttel-Linden. | 33900727 | BW   |

### Baudenkmale (Einzeln)
| Lage                                            | Bezeichnung      | Beschreibung                                   | ID       | Bild |
| ----------------------------------------------- | ---------------- | ---------------------------------------------- | -------- | ---- |
| Kirchring 52° 9′ 17″ N, 10° 35′ 29″ O           | Feuerwehrgebäude | Spritzenhaus „Am Gut“                          | 33903246 |      |
| Leipziger Allee 4 52° 9′ 15″ N, 10° 35′ 14″ O   | Wohnhaus         |                                                | 33903333 | BW   |
| Leipziger Allee 14 52° 9′ 11″ N, 10° 35′ 19″ O  | Wohnhaus         | „Arbeitermietskaserne“                         | 33903353 | BW   |
| Leipziger Straße 18 52° 9′ 10″ N, 10° 35′ 19″ O | Wohnhaus         | Verwalter-Wohnhaus der ehemaligen Zuckerfabrik | 33903373 | BW   |